# Sing 2
Sing 2 – amerykański film animowany z 2021 roku. Sequel filmu Sing z 2016 roku.

## Obsada
| Postać         | Aktor               | Polski głos           |
| -------------- | ------------------- | --------------------- |
| Buster Moon    | Matthew McConaughey | Modest Ruciński       |
| Jimmy Crystal  | Bobby Cannavale     | Mateusz Łasowski      |
| Rosita         | Reese Witherspoon   | Małgorzata Socha      |
| Ash            | Scarlett Johansson  | Lidia Sadowa          |
| Meena          | Tori Kelly          | Magdalena Wasylik     |
| Johnny         | Taron Egerton       | Marek Molak           |
| Nana Noodleman | Jennifer Saunders   | Katarzyna Skolimowska |
| Alfonso        | Pharrell Williams   | Tomasz Olejnik        |
| Porsha Crystal | Halsey              | Olga Lisiecka         |
| Suki           | Chelsea Peretti     | Agnieszka Kunikowska  |
| Nooshy         | Letitia Wright      | Julia Chatys          |
| Panna Crawly   | Garth Jennings      | Anna Apostolakis      |
| Big Daddy      | Peter Serafinowicz  | Piotr Bąk             |
| Gunter         | Nick Kroll          | Jarosław Boberek      |
| Clay Calloway  | Bono                | Andrzej Chudy         |